# 陳詩園
陳詩園（1981年2月7日—），臺灣射箭選手。

## 學歷
- 柑園國中
- 光復高中
- 國立體育學院
- 國立體育學院運動技術研究所

## 成績
- 2002年釜山亞運　團體銀牌
- 2003年亞洲射箭錦標賽　個人第4名、團體第4名
- 2003年世界射箭錦標賽　個人第7名、團體第7名
- 2003年美國射箭邀請賽　個人冠軍
- 2004年雅典奧運　團體銀牌
- 2006年杜哈亞運　團體銀牌